# الکسی خیژنیک
الکسی خیژنیک (انگلیسی: Oleksiy Khizhniak؛ زادهٔ ۹ ژوئن ۱۹۷۵) ورزشکار وزنه‌برداری اهل اوکراین است.